# Koolhydraatstofwisseling
De koolhydraatstofwisseling of het koolhydraatmetabolisme, houdt het glucose-gehalte - de bloedsuikerspiegel - van het bloed  op peil.
Hiermee regelt het lichaam de bloedvorming, en de opslag van koolhydraten of 'sachariden'. Koolhydraten leveren vooral de energie die nodig is voor de cel-functies, waaronder de spiercel-functie. De organen die hierbij een rol spelen zijn het pancreas, de bijnier, de hypothalamus en de hypofyse. Via de afgifte van hormonen aan het bloed, kan de koolhydraatstofwisseling verhoogd, of juist verlaagd worden. Ook de lever oefent invloed uit op de koolhydraatstofwisseling, door glucose, via glycogenese, om te zetten in glycogeen, waardoor de bloedsuikerspiegel wordt verlaagd. Andersom kan de lever de bloedsuikerspiegel verhogen, door opgeslagen glycogeen, via glycolyse, om te zetten in glucose.